# فاضل المالكي
فاضل المالكي (4 شعبان 1373 هـ الموافق 8 أبريل 1954)، مرجع دين شيعي وخطيب من خطباء المنبر الحسيني ولد في قضاء الهندية المعروفة بـ (طويريج)، جمع بين الدراستين الحوزوية والأكاديمية.

## دراسته
أكمل فاضل المالكي الدراسة الأكاديمية لمرحلتي الابتدائيّة والمتوسّطة في مسقط رأسه، ثمّ التحق بالدراسة الحوزويّة في مدينة النجف عام 1968م، وكان في أوّليّاته قد حضر دورة في القرآن الكريم والفقه والعقائد والأخلاق والسيرة،.. وذلك قبل دراسته المتوسّطة، وقبل لحوقه بالحوزة العلميّة على يد السيّد مرتضى العظيميّ ـ عالم قضاء الهنديّة آنذاك ـ والّذي توّجه العمامة عام 1969م وبعد أن طوى أربع سنين من دراسته في الحوزة العلميّة أدّى الامتحان الخارجيّ في الموادّ الدراسيّة لمرحلة الثانويّة العامّة في مديريّة تربية محافظة بابل «الحلّة» فنجح فيها متفوّقاً على أقرانه من طلّاب الامتحان عام 1972م، ثمّ التحق في آنٍ واحدٍ بكلّيّة الفقه في النجف، وكلّيّة القانون والسياسة التابعتين لجامعة بغداد فشرع فيهما موزّعاً أيّام حضوره على الكلّيّتين في النجف وبغداد، إضافةً إلى دراسته الحوزويّة أيّام حضوره في النجف، حتّى تخرّج من هاتين الكلّيّتين معاً عام 1976م حائزاً على شهادة «البكالوريوس» باللغة العربيّة والعلوم الإسلاميّة من كلّيّة الفقه، و«الليسانس» في علم القانون «الحقوق» .
ثمّ واصل بعد ذلك دراسته العليا في الحوزة حتّى حضر عام 1978م أبحاث الخارج عند جمعٍ من العلماء ومراجع الدين الكبار كالسيّد أبوالقاسم الموسويّ الخوئيّ في مسجد الخضراء، والسيّد محمد باقر الصدر الأوّل في مسجدَيْ الطوسيّ والجواهريّ.
وكان من أبرز أساتذته في الحوزة قبل وصوله مرحلة «بحث الخارج» كلٌّ من السيّد محمّد تقي الحكيم، والسيّد عبد الصاحب الحكيم، ومحمّد تقي الايروانيّ، والسيّد حسين الشاهروديّ، وعبد الهادي حْموزي وغيرهم، فقد أخذ عنهم علوم الشريعة واللغة العربيّة والفقه والأُصول وغيرها من علوم المعقول والمنقول،... كما كان من أبرز زملائه في تلك الأبحاث والدروس السيّد محمّد تقي الخوئيّ، والسيّد عبد الرسول عليخان، ومحمّد الايروانيّ، والسيّد صادق الشاهروديّ، وكان من أطراف مباحثاته كلٌّ من السيّد كاظم شبّر، ومحمّد حسين الأنصاريّ، وحسين الحاج باقر حمّوديّ البغداديّ.
أمّا عن دراسته الأكاديميّة العليا، فقد قدّم أُطروحته في القانون الإداريّ الإسلاميّ إلى قسم الدراسات العليا في جامعة بغداد ونال بها درجة «الماجستير» ثمّ هاجر من العراق أواخر عام 1979م مُلقياً رحاله في دمشق الشام

## تدريسه
وفي مجال النشاط العلميّ، فقد تصدّى المالكي للتدريس في الأوساط الحوزويّة في النجف كالمدرسة الشبرية وفي كثير من المراكز التدريسية في قمّ المشرفة كالمسجد الأعظم، ومنتدى جبل عامل، ومكتبه الخاصّ ؛ بالإضافة إلى مدرسته «دائرة العلوم الإسلاميّة» والجامعة الإسلاميّة الحرّة، كما درس ايضأ في الجامعة الإسلاميّة في لندن، وأما المواد التي تصدى لتدريسها فهي كالآتي:
1 ـ أُصول الفقه، للشيخ المظفّر.
2 ـ الرسائل (في الأُصول) ، للشيخ الأنصاريّ.
3 ـ المكاسب، للشيخ الأنصاريّ.
4 ـ كفاية الأُصول، للمحقّق الخراسانيّ.
5 ـ فلسفتنا ، للسيّد محمد باقر الصدر.
6 ـ اقتصادنا ، للسيّد محمد باقر الصدر.
7 ـ الحلقة الثالثة من أُصول الفقه، للسيّد محمد باقر الصدر.
8 ـ الالهيّات في العقائد.
9 ـ علوم القرآن، من تأليفه الخاصّ.
10 ـ بداية الحكمة (في الفلسفة) ، للعلّامة الطباطبائيّ.
11 ـ فقه اللمعتين، للشهيدين الأوّل والثاني.
12 ـ جواهر البلاغة. للسيد أحمد الهاشمي.
13 ـ المنطق، للشيخ محمد رضا المظفّر.
14 ـ شرح ابن عقيل.
15 ـ فقه اللغة.
16 ـ العروض العربيّ.
17 ـ علم القانون.
18 ـ منية المريد (في الأخلاق) ، للشهيد الثاني. إضافةً إلى محاضرات أخلاقيّة أُخرى من تأليفه الخاصّ.
19 ـ دورة في التاريخ الإسلاميّ، كانت قد سُجّلت للجامعة الإسلاميّة في لندن على أشرطة الفيديو.
20 ـ الفنون الخمسة (الخطابة، الكتابة، التدريس، التحقيق، طرق البحث العلميّ) .
كما تصدّى قبل ذلك لتدريس مادّة التبليغ الإسلاميّ لطلبة الحوزة العلميّة في مدينة النجف، وذلك بأمرٍ مباشرٍ من أُستاذه السيّد محمّد باقر الصدر.
21 ـ كما سبق له أن درّس دورة كاملة في (مصادر العقيدة) أسّس فيها لمنهج متكامل جديد في أدلة العقائد وطرق تحصيلها، نسبته إليها نسبة (أصول الفقه) إلى (الفقه) مع رعاية الفروق الأساسية بينهما.
22 ـ وهو مشغول حاليا ومنذ عام 1417 هـ بإلقاء الدروس العالية المصطلح عليها حوزويا بـ (أبحاث الخارج) ـ في الفقه والأصول ـ وهي أعلى مرحلة تدريسية للدراسات العليا في الحوزة العلمية.
وقد حضر عنده وتتلمذ على يديه أو تخرّج عليه عدد كبير من الطلبة الأفاضل في مختلف المراحل والكتب الدراسيّة، وعلى مدى قرابة العشرين سنة الماضية، سواء في النجف أو قمّ المقدّسة ـ في حوزتها الحرّة، أو مدارسها النظاميّة.

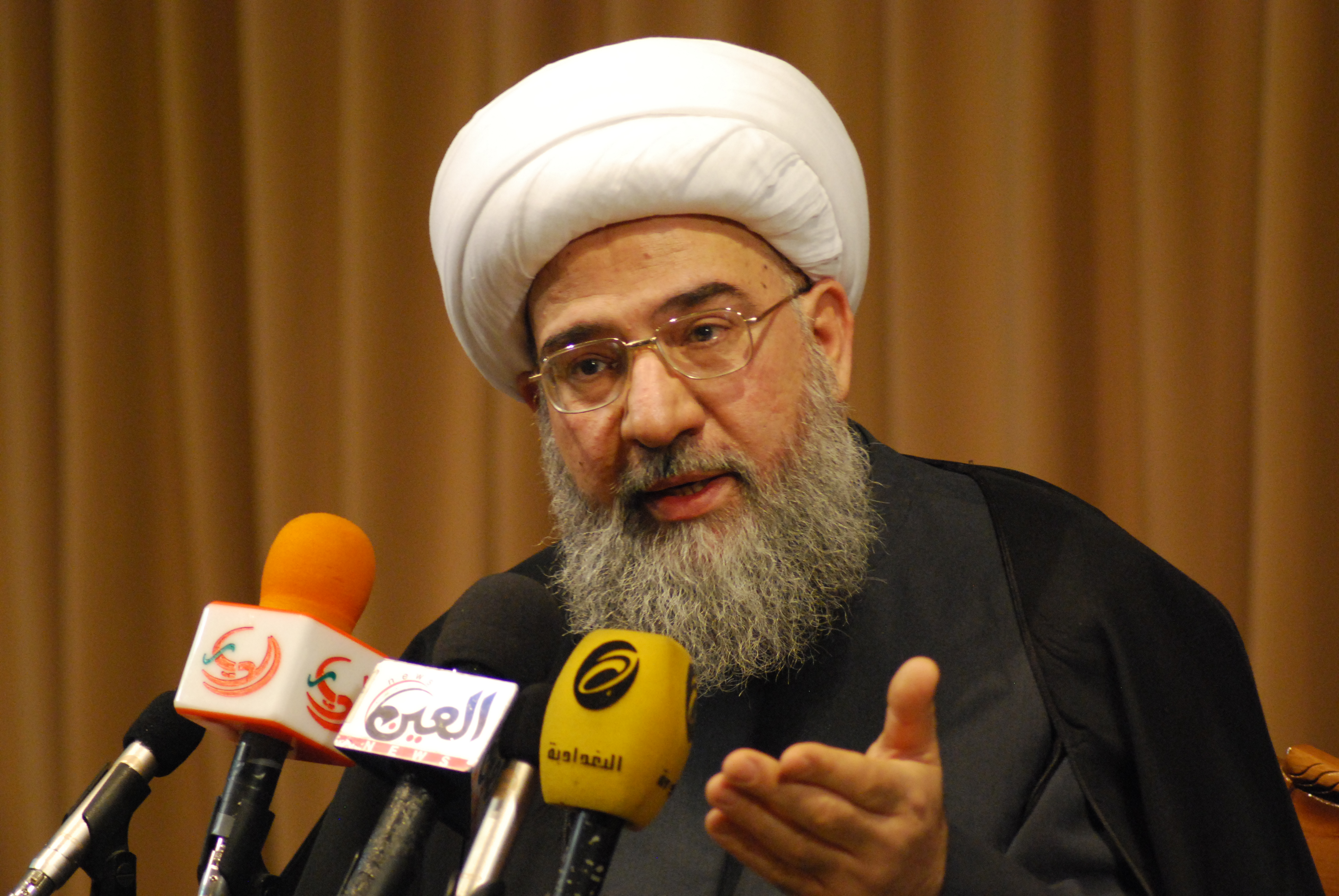
المالكي متحدثاً عبر بعض الفضائيات العراقية.

## مؤلفاته
للمالكي مؤلّفات كثيرة؛ رغم كثرة اشتغالاته وارتباطاته الاجتماعيّة، وتتوزع مؤلفاته على أصعدة شتى فمن نتاجٍ علميّ وفكريّ واجتماعيّ وتربويّ وسياسيّ... الخ
فمن نتاجاته العلميّة:
1 ـ مصارع الحقّ، وهو عبارة عن عرضٍ تحقيقيّ واسع ـ لقصّة مقتل الحسين بن علي، طُبع عام 1973م في مطبعة النعمان في النجف، وكان باكورة نتاجه التأليفيّ، وقد قدّم لـه ـ حينها ـ سماحة العلّامة السيّد عبد الرضا الشهرستانيّ. كما طبع طبعة ثانيةً بعنوان «يوم الحسين» مراجعة ومصححة.
2 ـ مسند عليّ بن سويد السائيّ، نشره مؤتمر الإمام الرضا في مدينة مشهد، وهو كتاب رجاليّ، حديثيّ فقهيّ.
3 ـ بحوث إسلاميّة، وهو كتاب ينطوي على عدّة أبحاث متنوّعة في القرآن والفقه والأُصول والعقائد والمفاهيم الإسلاميّة.
4 ـ مبدأ التعايش السلميّ في الفقه الإسلاميّ.
5 ـ مجموعة محاضرات في علوم القرآن الكريم، وقد صدر منها كتاب (الدلالات القرآنية) .
6 ـ مجموعة محاضرات في تفسير القرآن الكريم.
7 ـ مجموعة محاضرات في الأخلاق الإسلاميّة.
8 ـ مجموعة محاضرات في التاريخ الإسلاميّ، صدر المجلد الأول منها بعنوان (دروس في تاريخ ما قبل البعثة النبوية المشرفة).
9 ـ مجموعة محاضرات في فنّ الخطابة.
10 ـ قرار البراءة من المشركين في الكتاب والسنة.
11 ـ تقريرات أبحاثه الفقهيّة في «القواعد الفقهيّة» على مستوى (بحث الخارج) من محاضرات دروسه الّتي ألقاها في الحوزة العلميّة.
12 ـ فقه الأحوال الشخصيّة، بحث استدلاليّ قيّم في (درس الخارج) مقارناً بالقانون الوضعيّ.
13 ـ شرح وتحقيق المكاسب المحرّمة والبيع والخيارات، للشيخ الأنصاريّ.
14 ـ موسوعة البحوث الإسلاميّة.
15 ـ الموسوعة العقائديّة، وقد صدر منها كتاب (مفهوم المستضعف في الكتاب والسنة) .
16 ـ الموسوعة الفقهيّة ؛ وهي عبارة عن تقريرات أبحاثه الفقهيّة في القواعد والأبواب المختلفة على مستوى (بحث الخارج) من محاضرات دروسه الّتي ألقاها في الحوزة العلميّة، وقد صدر منها المجلد الأول.
17 ـ الموسوعة الأُصوليّة ؛ وهي عبارة عن تقريرات دورته التدريسيّة في اُصول الفقه على مستوى (بحث الخارج) ، وقد صدرت منها أربع حلقات في مجلد واحد.
18 ـ موسوعة الاستفتاءات.
19 ـ موسوعة المسائل العامة.
20 ـ تقريرات التفسير الموضوعيّ للسيّد محمد باقر الصدر.
21 ـ موسوعة المحاضرات المنبريّة، وهي سلسلة دراسات وبحوث إسلاميّة، عقائديّة، وتربويّة متنوّعة ؛ من أكثر من ألف محاضرة لسماحته، مصنّفةً تصنيفاً موضوعيّاً كموضوع: التوحيد، العدل، النبوّة، الإمامة، العصمة، الأُسرة، الجهاد، المرأة، و... نتوقّع وقوعها في أكثر من خمسين مجلّداً.
22 ـ النظام السياسيّ في الإسلام والقضيّة العراقيّة حيث نقرأ الكثير من ذلك في كتاب (مواقف رائدة وبيانات خالدة) .
23 ـ منتقى الأحاديث النبوية الشريفة.
24 ـ تبيان الأحكام وهو رسالته العملية الفقهية.
25 ـ كما نُشرت له عدّة مقالات في صحف ومجلّات مختلفة، فقد نُشر لـه مقال عن واقعة بدر الكبرى في مجلّة «الشروق» ومقال آخر عن الوحدة الإسلاميّة في جريدة «الخليج» الإماراتيّة، إضافة إلى مذكّراته عن أُستاذه محمد باقر الصدر ؛ حيث نُشرت في نشرة تصدرها الجالية العربيّة في فرنسا باسم «ذات الشوكة» .
وله مقابلات مع عدد من الصحف والمجلّات العربيّة والعالميّة؛ كمجلّة «المواقف» و«صوت الخليج» وصحيفة «الوطن» و«القبس» و«السياسة» و«الرأي العام» و«الزمن» الكويتيّة ؛ و«الشروق» القطريّة، و«الخليج» الإماراتيّة.
وشارك أيضاً بمقالاته المتنوّعة في موضوعاتها في عدّة مؤتمرات وندوات علميّة مهمّة، كـ (مؤتمر الوحدة الإسلاميّة) في سريلانكا، و«ندوة الاحتفال بالمولد النبويّ الشريف» على قناة دبي الفضائيّة.